# .gt
.gt è il dominio di primo livello nazionale assegnato al Guatemala.
È amministrato dall'Universidad del Valle de Guatemala, che fa parte dell'associazione non-profit LACTLD. Al maggio 2023 sono stati registrati oltre 23 000 domini.

## Domini di secondo livello
Sono disponibili i seguenti domini di secondo livello:
- .edu.gt
- .gob.gt
- .mil.gt